# Banská Bystrica (vùng)
Banská Bystrica (tiếng Slovak: Banskobystrický kraj, phát âm [ˈbanskɔbistritskiː ˈkraj]; tiếng Hungary: Besztercebányai kerület, phát âm [ˈbɛstɛrt͡sɛbaːɲɒi ˈkɛrylɛt]) là một trong số tám vùng của Slovakia. Đây là vùng có diện tích lớn nhất về diện tích nhưng lại thấp nhất về mật độ dân số. Vùng này được thành lập vào năm 1923, ranh giới được điều chỉnh lần gần đây nhất vào năm 1996. Vùng Banská Bystrica bao gồm 514 đô thị, 24 trong số đó là thành phố. Trung tâm hành chính của vùng nằm tại thành phố cùng tên cũng là thành phố lớn nhất của cả vùng, Banská Bystrica. Các thành phố quan trọng khác là Zvolen và Brezno.

## Địa lý
Nó nằm ở trung tâm của Slovakia, với diện tích 9.455 km². Đại bộ phận của nó là vùng núi, trong đó có đỉnh Ďumbier cao 2.043 m thuộc dãy Low Tatras là đỉnh cao nhất của vùng. Phía tây của vùng là một số dãy núi bao gồm Kremnica, Vtacnik và Štiavnica. Trung tâm của vùng là dãy núi Javorie và vùng đồng bằng Krupina. Dãy núi Slovak Ore chạy dài từ trung tâm tới phía đông. Phía nam là những vùng đất thấp hơn, đại diện bởi Đồng bằng châu thổ Nam Slovakia chạy dọc theo biên giới với Hungary.
Sông chính của vùng này là Hron ở phía bắc, sông Ipeľ ở trung tâm và phía nam, hai sông ngắn hơn là Rimava và Sajó nằm ở phía đông.
Vùng Banská Bystrica tiếp giáp với vùng Žilina ở phía bắc, Prešov ở đông bắc, Košice ở phía đông, Nitra ở phía tây, Trenčín ở phía tây bắc, phần còn lại tiếp giáp với các hạt của Hungary là Pest, Borsod-Abaúj-Zemplén và Nógrád.

## Nhân khẩu học
| Năm            | 1994    | 2004    | 2014    | 2024    |
| -------------- | ------- | ------- | ------- | ------- |
| Số lượng người | 664.072 | 658.368 | 655.359 | 611.124 |
| Sự khác biệt   |         | −0,85%  | −0,45%  | −6,74%  |

| Năm            | 2023    | 2024    |
| -------------- | ------- | ------- |
| Số lượng người | 614.356 | 611.124 |
| Sự khác biệt   |         | −0,52%  |

Mật độ dân số của vùng này là 69,32 người/ km vuông, thấp nhất trong các vùng của Slovakia và thấp hơn nhiều so với mức trung bình của cả nước (110 người/ km vuông). Các đô thị lớn nhất của vùng là Banská Bystrica, Zvolen, Lučenec, Rimavská Sobota. Theo điều tra dân số năm 2014, cả vùng có 655.359 người, đa số là người Slovak (83,7%), người Hungary (11,8%) sinh sống tại khu vực dọc theo biên giới với Hungary và số ít người Di-gan (2,3 %), người Séc (dưới 1%).

## Hành chính
Vùng Banská Bystrica bao gồm 13 huyện, 513 khu vực đô thị, trong đó có 24 thị trấn. Các huyện của vùng bao gồm:
- Banská Bystrica
- Banská Štiavnica
- Brezno
- Detva
- Krupina
- Lučenec
- Poltár
- Revúca
- Rimavská Sobota
- Veľký Krtíš
- Zvolen
- Žarnovica
- Žiar nad Hronom